# متروی دوحه
متروی دوحه (انگلیسی: Doha Metro) یک سیستم مترو برای شهر دوحه پایتخت قطر است که در تاریخ ۸ می ۲۰۱۹ افتتاح شد. مترو دوحه داری ۳ خط با طول تقریبی ۷۶ کیلومتر و ۳۷ ایستگاه می‌باشد. این سیستم جزئی از سیستم ریلی قطر است که برای حمل و نقل دوربرد کالا و مسافر طراحی شده و آن را به کشورهای شورای همکاری خلیج فارس و قطار سبک شهری شهر جدید لوسیل وصل می‌کند. مترو دوحه با پتانسیل رسیدن به سرعت ۱۰۰ کیلومتر در ساعت یکی از سریعترین متروهای بدون راننده جهان خواهد بود. برای توسعه خط مترو قطر در سال ۲۰۰۹، شرکت دیار سازمان سرمایه‌گذاری قطر و دویچه بان تفاهم نامه‌ای برای سرمایه‌گذاری مشترک امضا نمودند. هرنکنکت آلمان مسئول حفاری و ساخت تونل‌ها و شرکت ویبیلد ایتالیا مسئولیت توسعه زیرساخت و شرکت لارسن اند توبرو هند مسئول طراحی سازه را به عهده گرفتند. ساخت واگن‌ها و تأسیسات برقی مترو نیز توسط شش کمپانی دوپل‌مایر گاراونتا، وینچی، صنایع سنگین میتسوبیشی، زیمنس و آلستوم صورت پذیرفته‌است.
ساخت و نگهداری مترو دوحه برای ۲۰ سال با شرکت آر کی اچ قطارات است که با سرمایه‌گذاری مشترک گروه حمد (۵۱٪) و اپراتورهای حمل و نقل فرانسوی شرکت کیولیس و سازمان حمل‌ونقل خودگردان پاریس (۴۹٪) از طرف شرکت قطر ریل مالک سیستم عهده‌دار کار می‌باشند.

## شبکه مترو
مترو دوحه شامل چهار خط است که سه خط آن از ۲۰۱۹ تا ۲۰۲۰ به صورت فازهای مشخص باز شده و خط آخر نیز اتمام آن در سال ۲۰۲۵ نهایی می‌شود.
| خط (لاین) | تاریخ افتتاحیه                                                                                  | طول کیلومتر | ایستگاه‌ها | ترمینال                              | وضعیت          |
| --------- | ----------------------------------------------------------------------------------------------- | ----------- | --------- | ------------------------------------ | -------------- |
| خط قرمز   | ۸ مه ۲۰۱۹ (القصر به الوکره) ۱۰ دسامبر ۲۰۱۹ (فرودگاه بین‌المللی حمد، کتارا، دانشگاه قطر و لوسایل) | ۴۰          | ۱۸        | لوسیل فرودگاه بین‌المللی حمد الوکره   | کاملا عملیاتی. |
| حط سبز    | ۱۰ دسامبر ۲۰۱۹                                                                                  | ۲۲          | ۱۱        | الرفاع لمنصوره                       | کاملا عملیاتی. |
| خط طلایی  | ۲۱ نوامبر ۲۰۱۹                                                                                  | ۱۴          | ۱۱        | العزیزیا رأس ابوعبود                 | کاملا عملیاتی. |
| خط آبی    | ۲۰۲۵                                                                                            | ۱۷٫۵        | ۱۴        | ترمینال ۲ فرودگاه بین‌المللی حمد خلیج | در دست ساخت.   |
| مجموع     | مجموع                                                                                           | ۹۳          | ۵۱        |                                      |                |